# Diecezja Saint-Denis
Diecezja Saint-Denis – diecezja Kościoła rzymskokatolickiego we Francji, w metropolii paryskiej. Powstała 9 października 1966 roku. Jej granice pokrywają się ze świeckim departamentem Sekwana-Saint-Denis. Najważniejszą świątynią diecezji jest bazylika Saint-Denis, będąca miejscem pochówku większości władców Francji.